# 苅田ビクトリーズ
苅田ビクトリーズ（かんだビクトリーズ）は、かつて福岡県京都郡苅田町に本拠地を置き、日本野球連盟に加盟していた社会人野球のクラブチームである。

## 概要
1985年に福岡県京都郡苅田町に本社を置く日産自動車九州工場（現：日産自動車九州）の社員有志によって『日産自動車九州硬式野球部』が結成されたが、2009年に不況による業績悪化と経営体質見直しのため、母体である日産自動車が本社の硬式野球部（神奈川県横須賀市）共々、無期限休部を宣言した。
休部決定後、日産九州野球部員の有志らが中心となって新たにクラブチームの『苅田ビクトリーズベースボールクラブ』を創設し、2010年3月26日付けで日本野球連盟に新規登録された。チーム発足に当たっては中学生と小学生チームも併せて新設され、社会人部の選手たちが指導を行った。
創部当初は苅田町を中心とした日産九州とは無関係な地元の野球愛好家も参加していたが、2015年時点では選手のほぼ全員が日産九州、あるいはその関連会社や取引先企業に勤務していた。また、練習グラウンドは旧日産九州のグラウンドをそのまま使用し、チームバスも日産九州の自家用車を使うなど、クラブチームながら日産九州から一定の支援を受けていた。
2018年1月、チーム名を『苅田ビクトリーズ』に改称した。
クラブチーム登録ではあったが、2021年には日本選手権最終予選（会社登録チームが参加する）参加チーム扱いとなっていた（同様の扱いとされたのが、JR北海道硬式野球クラブと信越硬式野球クラブである）。
2023年9月、日産自動車九州が『苅田ビクトリーズ』を本格的に支援することで同チームを企業チームとして格上げさせ、正式に日産自動車九州硬式野球部として活動再開させることを表明。日産自動車九州硬式野球部に引き継ぐため、同年11月27日に解散式を行い、正式に解散した。
2024年1月、チームスタッフ等をそのまま引き継ぎ、『日産自動車九州硬式野球部』が15年ぶりに正式に復活した。

## 沿革
- 2009年 - 前身である『日産自動車九州硬式野球部』が休部。
- 2010年 - 元部員らによってクラブチームの『苅田ビクトリーズベースボールクラブ』として創部。3月に日本野球連盟に加盟。
- 2018年 - チーム名を『苅田ビクトリーズ』に改称。
- 2023年 - 11月27日、解散。

## 主要大会の出場歴・最高成績
- JABA徳山（スポニチ）大会 - 優勝1回（2011年）